# Len Väljas

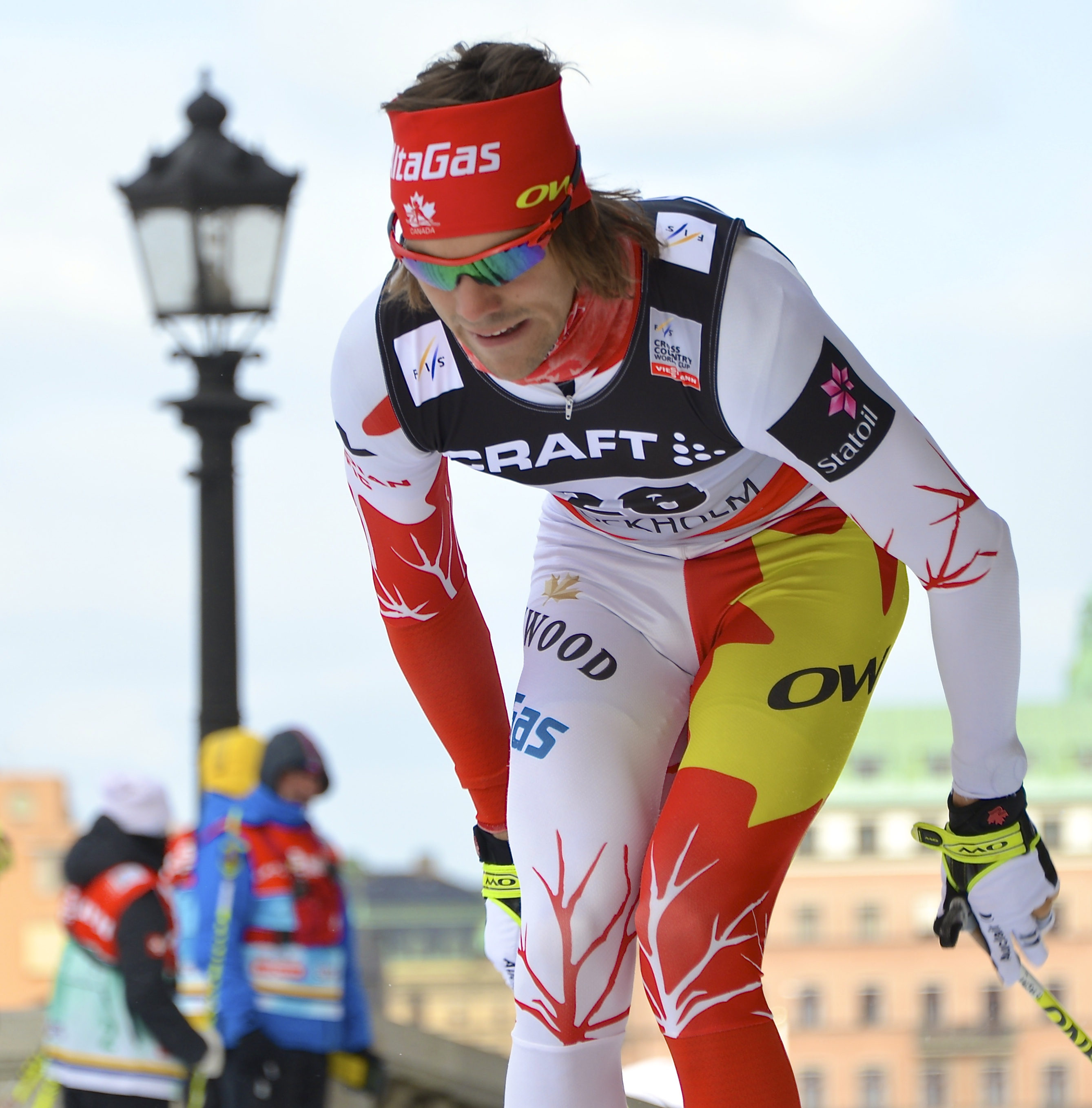
Len Väljas på Royal Palace Sprint i Stockholm 2013.

Lennard "Len" Väljas, född 21 november 1988 i Toronto, är en kanadensisk längdskidåkare med estniskt-svenskt påbrå. Svensk morfar och estländsk mormor.
Väljas tog sin första pallplats i världscupen den 7 mars 2012 då han slutade tvåa i den klassiska sprinten i Drammen.

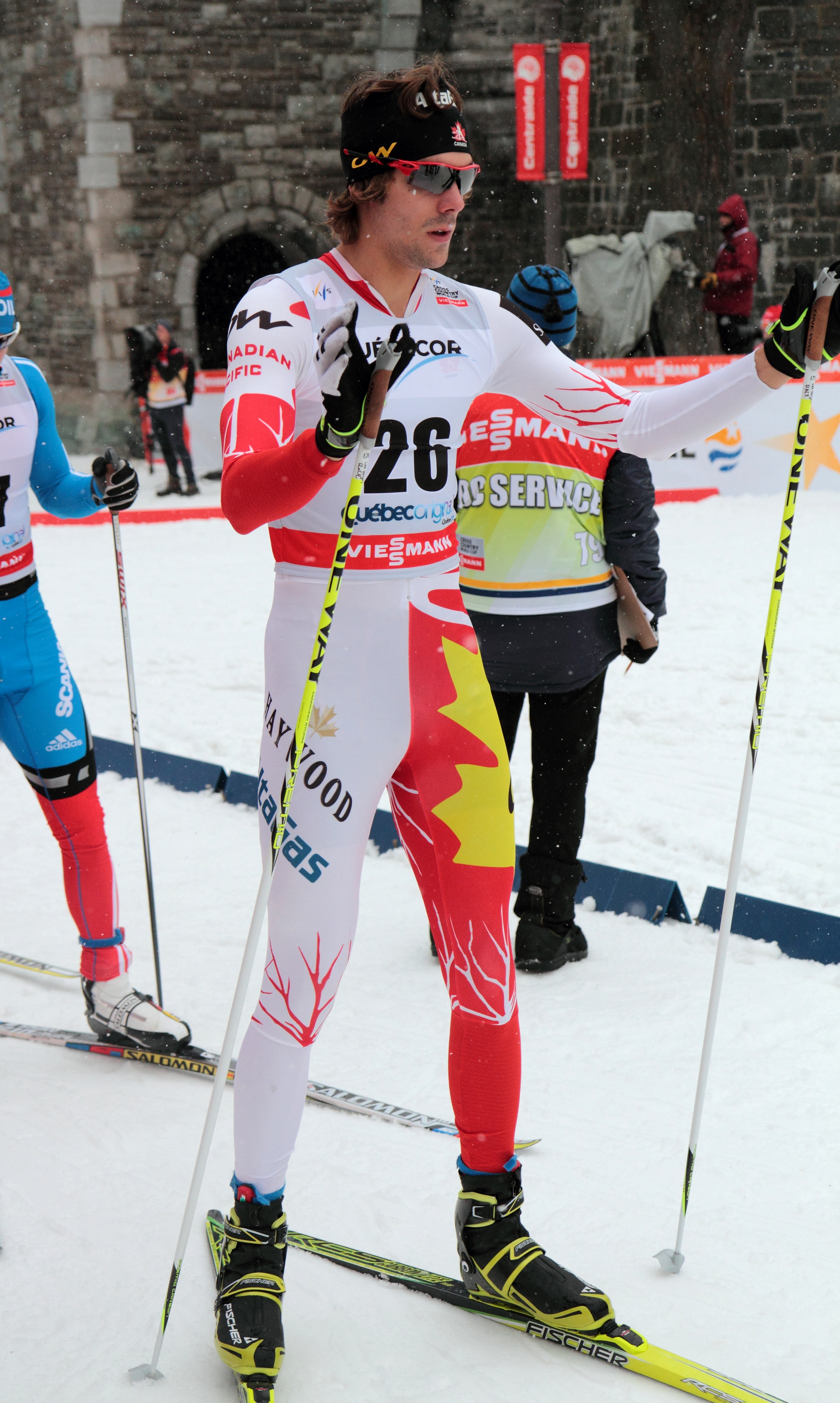
Len Väljas i Québec 2012.